# Wydział Inżynierii Zarządzania Politechniki Białostockiej
Wydział Inżynierii Zarządzania – jeden z sześciu wydziałów Politechniki Białostockiej. Obecnie Wydział Inżynierii Zarządzania jest jednym z dwóch największych – pod względem liczby studentów – wydziałów Politechniki Białostockiej. Szkolenie jest prowadzone w sześciu kluczowych kierunkach: zarządzanie i inżynieria produkcji, zarządzanie i inżynieria usług, logistyka, zarządzanie, turystyka i rekreacja, inżynieria meblarstwa.

## Historia
Wydział Zarządzania Politechniki Białostockiej został utworzony w 2001 roku decyzją ówczesnego Ministra Edukacji Narodowej i Sportu w wyniku przekształcenia istniejącego od 1993 roku Instytutu Zarządzania i Marketingu.
Obecnie na Wydziale Inżynierii Zarządzania studiuje  1 875 studentów, w tym 1 566 na studiach stacjonarnych oraz 309  na studiach niestacjonarnych. Na Wydziale Inżynierii Zarządzania studiuje 80 obcokrajowców z Bangladeszu, Białorusi, Brazylii, Indii, Maroko, Pakistanu, Rosji, Ukrainy.

### Położenie
Wydział Inżynierii Zarządzania jest jednym z trzech wydziałów Politechniki Białostockiej, które umiejscowione są poza kampusem uczelni przy ulicy Wiejskiej. Wydział obecnie mieści się w 
Kleosinie ul. Ojca Tarasiuka 2.

## Władze
- Dziekan Wydziału Inżynierii Zarządzania: dr hab. inż. Katarzyna Halicka, prof. PB
- Dyrektor Instytutu Nauk o Zarządzaniu i Jakości: dr hab. Katarzyna Czerewacz-Filipowicz, prof. PB
- Prodziekan ds. Studenckich i Dydaktyki: dr Ewa Rollnik-Sadowska
- Pełnomocnik ds. Rozwoju i Współpracy: dr Łukasz Nazarko

## Poczet dziekanów (lista niepełna)
1. Nn
2. dr hab. inż. Joanna Ejdys (2016–2019)
3. dr hab. inż. Katarzyna Halicka (2019– )

## Kierunki
Wydział Inżynierii Zarządzania kształci studentów na sześciu kierunkach studiów:
- zarządzanie i inżynieria produkcji – studia I stopnia (inżynierskie) i II stopnia;
- zarządzanie i inżynieria usług – studia I stopnia (inżynierskie);
- logistyka – studia I stopnia (inżynierskie) i II stopnia;
- zarządzanie – studia I stopnia (licencjackie) i II stopnia;
- turystyka i rekreacja – studia I stopnia (licencjackie);
- inżynieria meblarstwa - studia I stopnia (inżynierskie).

## Wykładowcy
Na Wydziale Inżynierii Zarządzania zatrudnionych jest 115 pracowników naukowo-dydaktycznych i dydaktycznych, którzy działalność naukowo-badawczą oraz dydaktyczną prowadzą w ramach czterech katedr:
- Zarządzania, Ekonomii i Finansów;
- Zarządzania Produkcją;
- Marketingu i Turystyki;
- Międzynarodowa Katedra Logistyki i Inżynierii Usług.